# Печковский, Георгий Антонович
Гео́ргий Анто́нович Печко́вский (20 марта 1923 — 17 августа 1944) — командир огневого взвода 26-й гвардейской пушечной артиллерийской бригады, гвардии лейтенант.

## Биография
Родился 20 марта 1923 года в селе Дашино (ныне — Мосальского района Калужской области). Русский. Член ВКП с 1943 года. Раннее детство провел в городе Смоленске, а затем вместе с родителями переехал в город Борисоглебск Воронежской области. Окончил среднюю школу осенью 1941 года.
Тогда же призван в Красную Армию и направлен в Киевское артиллерийское училище. Окончил его в 1942 году. С августа 1942 года командир огневого взвода лейтенант Георгий Печковский — на фронте. Был дважды, ранен. Освобождал от захватчиков Белорусскую и Литовскую ССР. Совершил выдающийся подвиг в ходе Белорусской стратегической наступательной операции.
17 августа 1944 года гвардии лейтенант Печковский в бою в районе деревни Вигеряй в течение 14 часов отражал контратаки противника. Взвод подбил два танка и три бронетранспортёра, уничтожил много гитлеровцев. В критический момент боя поднял бойцов в контратаку и удержал рубеж. Погиб в этом бою. Похоронен на воинском кладбище в городе Мажейкяй. Навечно зачислен в списки воинской части.
Указом Президиума Верховного Совета СССР от 24 марта 1945 года за образцовое выполнение боевых заданий командования на фронте борьбы с немецко-фашистским захватчиками и проявленные при этом мужество и героизм гвардии лейтенанту Печковскому Георгию Антоновичу посмертно присвоено звание Героя Советского Союза.
Гвардии лейтенант. Награждён орденом Ленина, медалью «За отвагу».
Именем Героя названы улицы в городах Науёин-Акмяне и Борисоглебск Воронежской области. Памятник и мемориальная доска установлены в школе № 1 города Борисоглебска. В городе Монастырщина в Аллее Героев установлена стела. Приказом Министра обороны СССР от 29 апреля 1965 года навечно зачислен в списки личного состава ракетного полка 10-й ракетной дивизии. В связи с расформированием части приказом Министра обороны Российской Федерации от 5 марта 1998 года навечно зачислен в списки личного состава 2-го дивизиона 168-го ракетного полка 28-й гвардейской Козельской ракетной дивизии.